# Rosedale (Maryland)
Pour les articles homonymes, voir Rosedale.
Rosedale est une localité CDP américaine située dans l’État du Maryland, dans la périphérie de Baltimore, comté de Baltimore. Sa population s’élevait à 19 199 habitants lors du recensement de 2000. Densité 1 077 hab/km2. La superficie totale de la localité est de 18,4 km2. 